# Feliks Zdankiewicz

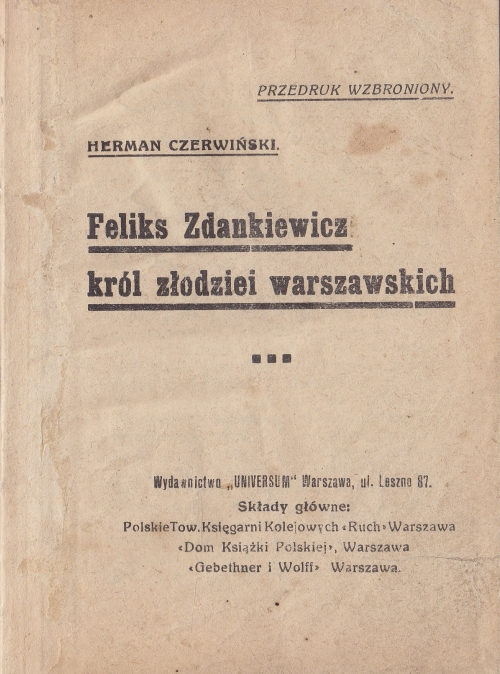
Feliks Zdankiewicz – wspomnienia

Feliks Zdankiewicz, ps. Krwawy Feluś (ur. ok. 1868 w Warszawie, zm. po 1932) – warszawski złodziej i morderca.

## Życiorys
Jego ojciec był ślusarzem, matka prowadziła sklep w kamienicy hrabiego Branickiego przy ul. Książęcej. Miał brata Michała.
Mieszkał z kochanką przy ulicy Bednarskiej. Podczas odbywania służby wojskowej w pułku w Rydze otrzymał przepustkę na sześciotygodniowy urlop. Po przyjeździe do Warszawy okazało się, że kochanka związała się z innym mężczyzną.
Został zatrzymany 12 grudnia 1890 roku u swojej innej kochanki o nazwisku Węgrzynowiczówna. Został przewieziony do Aresztu Centralnego na ul. Daniłowiczowskiej 7. Gdy agent Samodulski chciał go zrewidować, Zdankiewicz rzucił się na niego z nożem i zabił ciosem w brzuch. Drugiego agenta ranił w plecy, a trzeci, Edward Łapiński, ratował się ucieczką. Zdankiewicz wydostał się na plac Teatralny, gdzie zatrzymał dorożkę. Ujęto go w knajpie na ul. Mularskiej 3. Podczas procesu przyznał się do winy. Sąd orzekł, że Zdankiewicz jest winny dezercji z wojska i zabójstwa skazał go na dożywotnie zesłanie na ciężkie roboty. Miał wtedy 22 lata. W kwietniu 1891 roku wyrok warszawskiego sądu zatwierdził Główny Sąd Wojenny w Petersburgu.
Do 1904 roku Zdankiewicz pracował w kopalni srebra na Kamczatce. Po wybuchu wojny rosyjsko-japońskiej na ochotnika zgłosił się do wojska. Za zasługi w walkach otrzymał kilka medali, w tym Krzyż Świętego Jerzego. Ułaskawiony za bohaterstwo wrócił do Warszawy gdzie wrócił do działalności przestępczej trudniąc się kradzieżami, doliniarstwem (kradzieżami kieszonkowymi) oraz prowadzeniem domów publicznych.
„Kurier Warszawski” 2 stycznia 1927 donosił, że przed sądem doraźnym odpowiadać będą Feliks Zdankiewicz, mający 70 lat, i 25-letni Władysław Strzelak. Obrabowali oni mieszkanie i powiesili jego właścicielkę Wrzesińską na haku. Zdankiewicz otrzymał wyrok 3 lat ciężkiego więzienia za podżeganie morderstwa i paserstwo. Sąd apelacyjny wyrok zatwierdził w 1928 roku. Na podstawie ustawy amnestyjnej wyrok złagodzono do 2 lat. Media podawały, że na rozprawie apelacyjnej Zdankiewicz miał długą siwą brodę, wielkie okulary, opierał się na drewnianej lasce.
W 1932 „Dobry Wieczór” donosił, że zawodowy złodziej Feliks Zdankiewicz skradł Józefowi Kozłowskiemu portfel zawierający 700 złotych gotówką i jest poszukiwany przez policję.
Zmarł w przytułku dla starców. W więzieniach przesiedział koło 40 lat.
Jest mu poświęcona Ballada o Felku Zdankiewiczu.
Wspomnienia Zdankiewicza opublikował Herman Czerwiński, który we wstępie napisał, że: „Podczas pobytu w więzieniu Zdankiewicz spisał swój pamiętnik w 36 kajetach”.